# Závist (Zbraslav)

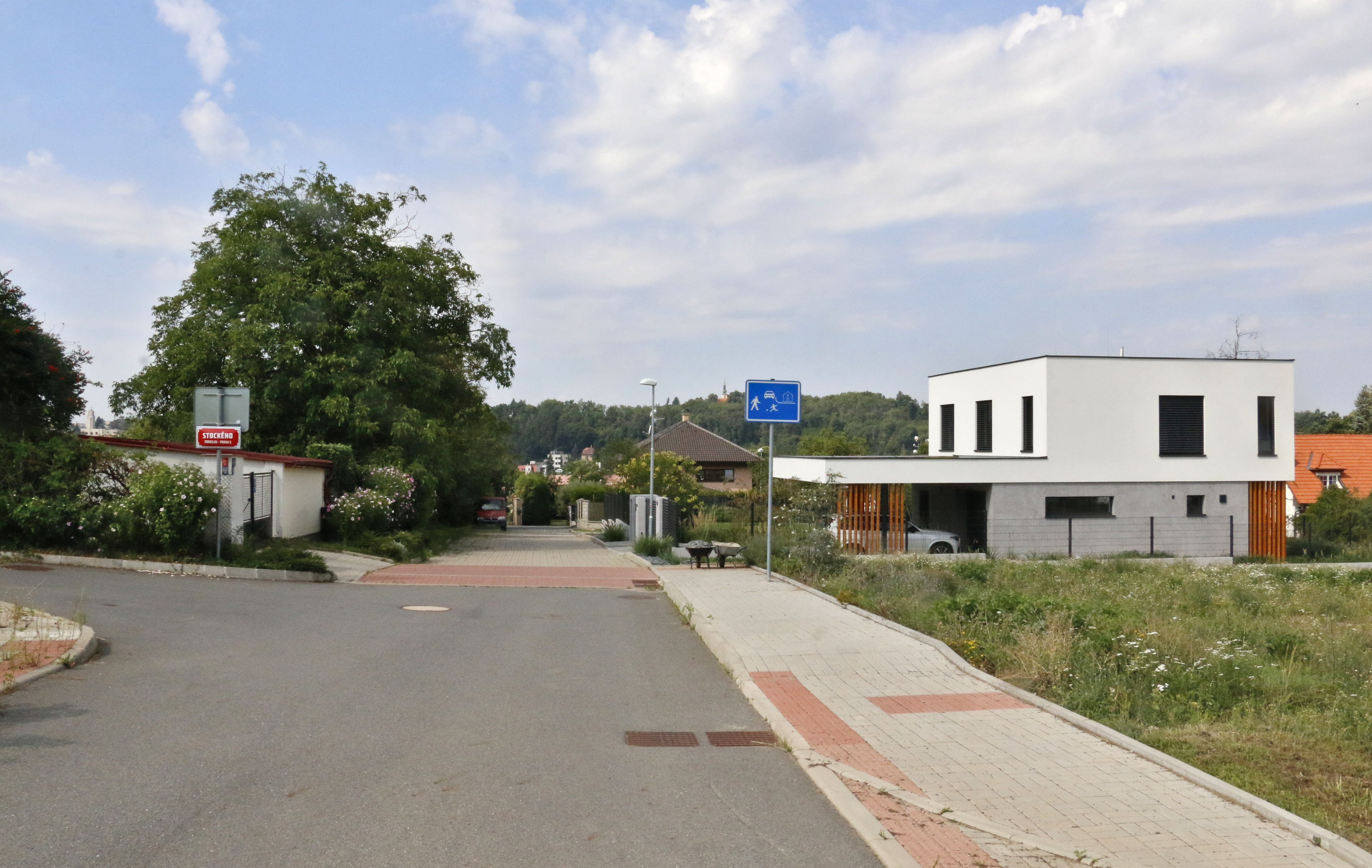
Nová výstavba na Závisti (Princova ulice)

Závist, dříve Závisť, je část městské čtvrti Zbraslav, která leží na protějším (pravém, východním) břehu Vltavy v ústí Břežanského údolí a na planině na jeho severní straně. Je se Zbraslaví spojena silničním Mostem Závodu míru. Je zde zastávka městského autobusu 139 (dříve 165) a prochází tudy cyklostezka po pravém břehu Vltavy. Částí Závist prochází železniční trať 210 s linkami PID S8 (Praha, hlavní nádraží – Čerčany, "Posázavský Pacifik") a S88 (Praha, hlavní nádraží – Dobříš) a je zde nádraží Praha-Zbraslav. 
Nad nádražím a na jižní straně Břežanského údolí leží mohutný zalesněný kopec Hradiště (373 m n. m.) Na planině na jeho vrcholu jsou zbytky keltského oppida Závist, nejrozsáhlejšího a patrně nejvýznamnějšího keltského sídliště v Česku, které zahrnovalo i vrchol kopce Šance na severní straně Břežanského údolí. Oppidum však už neleží v Závisti, nýbrž v katastru Dolní Břežany.